# Лункоју де Сус (Хунедоара)
Лункоју де Сус (рум. Luncoiu de Sus) насеље је у Румунији у округу Хунедоара у општини Лункоју Де Жос. Oпштина се налази на надморској висини од 456 m.

## Становништво
Према подацима из 2002. године у насељу је живело 465 становника, од којих су сви румунске националности.